# Lhabzang Khan
Lhabzang Khan (tibetanska: ལྷ་བཟང༌། (Lhasang), mongoliska: ᠯᠠᠽᠠᠩ ᠬᠠᠨ (Lazang Haan)), död 1717, var härskare över khosuterna (atl. qoshot, qośot och qosot). Han var son till Tenzin Dalai Khan (1668–1701) och sonson eller sonsonson till Güshi Khan. Lhabzang Khan blev den siste khanen att regera i Tibet. Han kom till makten genom att avsätta Desi Sangye Gyatso och den sjätte dalai lama Tsangyang Gyatso, men fick regera endast en kortare tid eftersom dzungarerna invaderade Tibet 1717.

## Vägen till makten
Sedan khosuterna invaderat centrala Tibet 1641-42, hade Tibets styre varit tredelat: Dalai lama var den spirituella ledaren, khosuterna kontrollerade armén och styrde med en ”dharma-kung” medan den exekutiva makten delegerades till en regent eller desi. Denne utsågs från början av dharmakungen, men dessa hade svag ställning efter 1655 vilket gjorde att den femte dalai lama, Ngawang Lobsang Gyatso övade stort inflytande över valet – och kom med tiden att kallas ”den store femte”. Hans död 1682 hölls hemlig ända till 1697 och desin Sangye Gyatso som ryktades vara son till en dalai lama regerade i Tibet. Desin hade nära kontakt med regenten i Dzungariet för att mildra effekterna av khoshuternas regim i Tibet.
Det var när den sjätte Dalai laman, Tsangyang Gyatso, trädde till makten 1697 som Lhabzang Khan såg sin chans. En vanlig förklaring är att det skedde genom att han förgiftade sin bror, Tenzin Wangchuk Khan. Enligt andra källor var hans bror sjuklig och tillträdet skedde på rekommendation av den sjätte dalai lama.

## Lhabzang Khan regentår
En kraftig jordbävning drabbade västra Tibet 1709. Den hjälp som skickades från Lhasa var otillräcklig och åtskilliga städer fick överges. Förutom inrikesproblem hade  Lhabzang att brottas med kinesernas försök att göra Tibet till ett protektorat. Kinesiska tjänstemän, ledda av Heshou anlände 1709 till Tibet, för att observera och rita aktuella kartor över Tibet. Inga trupper följde med denna gång och tjänstemännen kallades tillbaka till Kina 1711.
Tibet gick i krig mot Bhutan 1714 och anföll ledda av sin regent. Framgången var ringa och anfallsstyrkan fick dra sig tillbaka. Lhabzang sags ha varit vänligt inställd till katolicismen och gynnade de missionärer som sändes till Tibet, bland annat den anti-buddhistiske Ippolito Desideri. Men Lhabzang var samtidigt en rättrogen buddhist och gjorde ingen skillnad mellan de olika inriktningarna, utan gynnade dem alla.

## Dzungarernas invasion
Dzungarerna invaderade Tibet 1717, något som ska ses mot bakgrunden av manchuernas och kinesernas Qingdynastis aggressiva expansion i Centralasien. Erövringen skedde med ett kavalleri på 7000 man som invaderade Tibet från nordväst, vilket tog de försvarande khoshuterna med överraskning.
Dzungarerna hade konverterat till den tibetanska buddhismen och motsatte sig Qingdysnastin under mer än ett århundrade, med ledare som Galdan Boshugtu Khan, Tsewang Rabtan och Galdan Tseren. Dzungarerna hade konverterat till den tibetanska buddhismen under tidigt 1600-tal och hade nära samröre med de inflytelserika gelugerna, även kända som Gula hatt-sekten och deras ledning. Erövringen av Tibet 1717 var i första hand ämnad som ett utvidgande av Dzungariet, men syftade också till att avsätta Lhabzang Khan som var Qing-vänlig. Ett annat mål var att insätta den sjunde Dalai lama, Kelzang Gyatso på tronen i Lhasa, något som däremot aldrig lyckades.

## Lhabzangs död
Lha-bzang Khan uppehöll sig I Damshung härad i Lhasa, när han blev varskodd om invasionen  av Khangchenné som senare skulle bli Tibets regent.
Han var vid det här laget en gammal man som var överviktig och drack stora mängder alkohol. Han mötte de dzungariska trupperna på öppen slätt och besegrades snabbt. Försvaret drog sig tillbaka till Lhasa som belägrades. Staden stormades en natt i slutet av november. Stormningen underlättades från insidan av att repstegar skickades ner från stadsmuren. Lhabzang flydde tillsammans med en handfull lojala krigare, men blev ikapphunnen. Enligt vissa källor ska Lhabzang ha fällt elva dzungariska krigare innan han dödades.
Tagtsepa kom att utses av dzungarerna till marionettledare, en ställning som han skulle behålla i tre år.